# Lady Witch
Lady Witch (engelska: 'Damhäxa') är en mallorkinsk (spansk) poprockgrupp, ledd av sångerskan, gitarristen och låtskrivaren Mònica López Chicano. Gruppen debuterade 2016 med EP:n A vida o mort och släppte 2018 det första fullängsalbumet, Pólvora. Musiken är utan undantag på katalanska.

## Biografi
Gruppen föddes sommaren 2015 och skivdebuterade året därpå med den sju låtar långa EP:n A Vida o mort (Mésdemil), som dock endast fick en begränsad distribution. Skivinspelningen gjordes i Estudis Favela i Palma de Mallorca, med gruppens centralfigur Mònica López som huvudsaklig producent. López är utbildad musiklärare (studier i musikhistoria och musikvetenskap vid Universitat Autònoma de Barcelona) och har verkat som sådan på gymnasiet IES Antoni Maura i Palma.
Därefter byggdes gruppen ut med fler medlemmar, med diverse konserter på olika ställen i regionen. Gruppens musik fick en halvt akustisk, halvt elektrisk prägel, med Lluís Vivern (tidigare i grupperna Box, Llunàtiques och Eima) som gitarrist, Lluís Segura (från Carumbau, Orquestra Simfònica de les Illes Balears, och Ensemble ACA) på slagverk, Juanjo Tur (från Ocults, Tomeu Penya och Jaume Compte) som trummis och Robin Alba (från Donovan, Anegats och Leonard Johnson) på elbas.
Stilen på debutplattan varierade mellan nordamerikansk rock, pop och folkpop. Sex av låtarna var egna kompositioner, medan den sjunde var en rockversion av folkvisan "La ciutat de Nàpols" ('Neapels  stad').
2016 medverkade gruppen med en av låtarna från debut-EP:n ("Blanca", 'Den vita') på skivbolaget Mésdemils antologialbum Mésdemil 2016. Därefter återkom man i november året därpå med det första fullängdsalbumet, Pólvora ('Krut'), denna gång utgivet på Coopula Editorial. Pólvora bemöttes av recensenterna som ett "explosivt album", och Mònica López syntes på scen och i musikvideor som egenartat sminkad (ett stort och svart, bindelliknande band över ögonen) häxa. Musiken var denna gång mer funk-påverkad, och alla elva låtarna var López-kompositioner; avslutningslåten "Naus com cremen" var en längre version av avslutningslåten på 2016 års EP. Enligt López är texterna även mer feministiska och utmanande i tonen.

## Diskografi
1. "A vida o mort", 3:26
2. "Enmig de la tempesta" ('Mitt i stormen'), 1:58
3. "Blanca" ('Den vita'), 2:52
4. "La ciutat de Nàpols" ('Neapels stad'), 5:09
5. "Abril" ('April'), 4:16
6. ..., 2:53
7. "Naus com cremen" ('Båtar i brand'), 2:49

- 2017 – Mésdemil 2016, Mésdemil (antologialbum, med låten "Blanca" från ovanstående EP)

1. "Cos i revolució" ('Kropp och revolution'), 3:53
2. "Si tremoles" ('Om du darrar'); 3:11
3. "Perillosament" ('Riskfyllt', 3:05
4. "A la deriva" ('På drift'), 3:07
5. "Bruixes!" ('Häxor!'), 3:41
6. "Somnis de setembre" ('Septemberdrömmar'), 4:12
7. "Pólvora" ('Krut'), 2:49
8. "No record res (abans de tu)" ('Minns inte något [före dig]'), 4:12
9. "Nit de reis" ('Julnatt'), 3:43
10. "Pols d'estels" ('Stjärnornas puls'), 5:05
11. "Naus com cremen", 3:28